# Zodion rufipes
Zodion rufipes är en tvåvingeart som beskrevs av Chen 1939. Zodion rufipes ingår i släktet Zodion och familjen stekelflugor. Inga underarter finns listade i Catalogue of Life.